# Daniel Gärtner (Sportwissenschaftler)

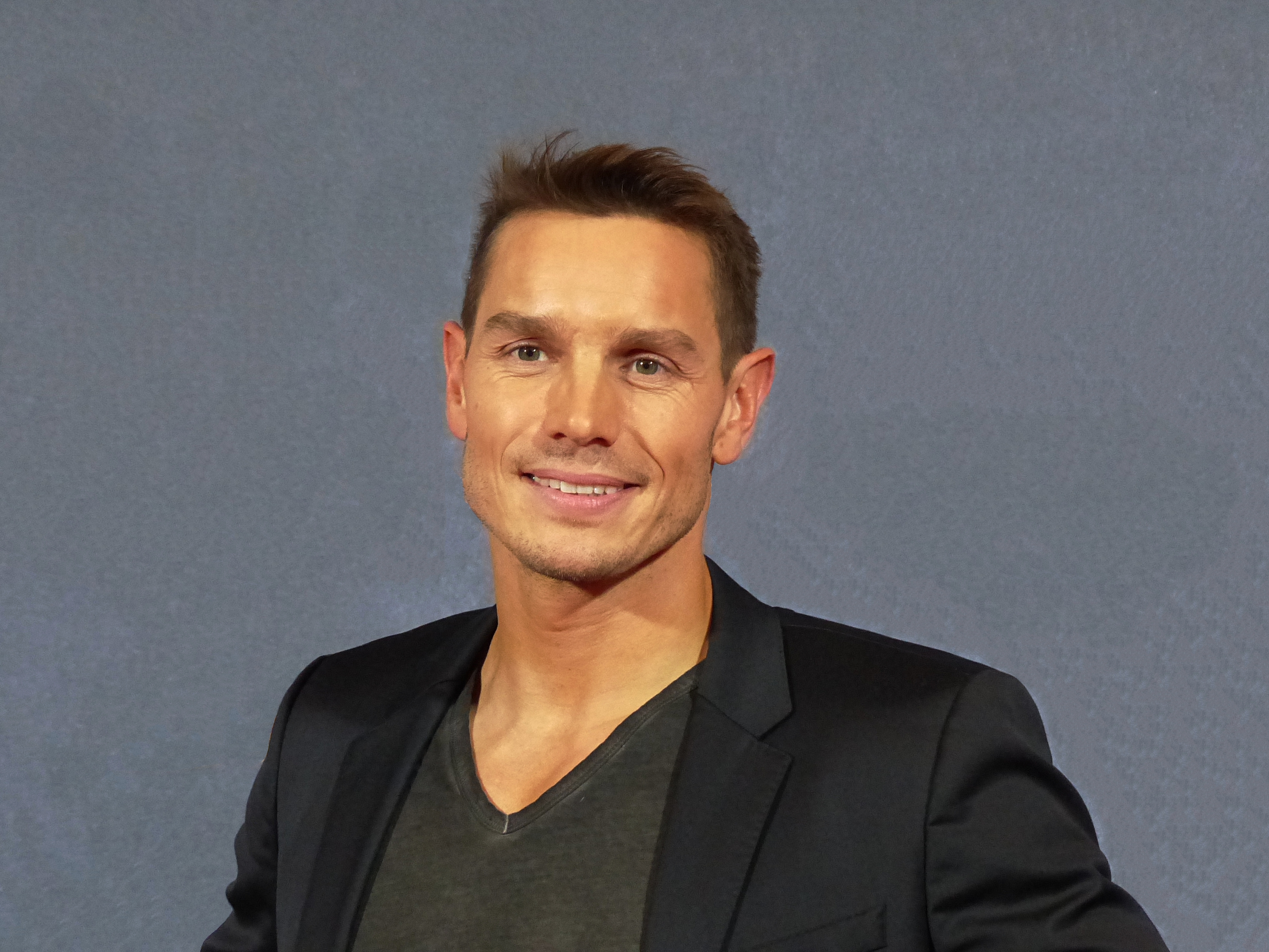
Daniel Gärtner 2016

Daniel Gärtner (* 26. August 1979 in Flintsbach am Inn) ist ein deutscher Dozent und Forscher an der Fakultät für Sport- und Gesundheitswissenschaften der Technischen Universität München.

## Leben
Mit 16 Jahren übernahm Daniel Gärtner die ersten Traineraufgaben und leitete kurz darauf selbständig Kickbox- und Selbstverteidigungs-Kurse. Ab 1998 entwickelte er mit WAKO-Deutschland ein Ausbildungskonzept für Kickbox-Aerobic-Kursleiter.
In den Jahren 1996 bis 2008 war Gärtner als Leistungssportler im Kickboxen und Freestyle-Karate aktiv. Zu seinen größten Erfolgen gehören der dreimalige Weltmeister-Titel im Semikontakt-Kickboxen.
1998 gründete Gärtner mit zwei Kampfsportkollegen ein Showteam. Neben actiongeladenen Kampfkunst-Nummern gehören auch Film-Motto-Shows wie etwa Matrix, Terminator, Kill Bill, James Bond oder Spartacus zum Bühnenprogramm von Martial Arts.
Seine Dissertation schrieb er über die Auswirkung verschiedener Dehnmethoden im Sport. Der Schwerpunkt seiner Studien an der Universität liegt neben dem Beweglichkeitstraining im Bereich der Faszien-Forschung.
Gärtner betreut und trainiert Leistungssportler, leitet Workshops im Kampfsport, Gerätturnen und Fitness, bildet Trainer aus und spricht als Referent über sportwissenschaftliche Themen auf Seminaren.
Gärtner fungierte als sportwissenschaftlicher Experte im Fernsehen. Für Galileo überprüfte er im „Fake Check“ Filmmythen und untersuchte in der Doku-Reihe Fight Science die Schlagkraft verschiedener Kampfsporttechniken.  Für Welt der Wunder war Gärtner 2009 und 2010 an zwei Reportagen zum Thema Waffe Mensch beteiligt. 2016 war er als sportwissenschaftlicher Co-Moderator an der Seite von Ruth Moschner in der neuen TV-Sendung „Ewige Helden“ auf VOX zu sehen.
Darüber hinaus war Gärtner als Action-Darsteller in Werbespots und Serien zu sehen. In den Jahren 2004–2009 doubelte er in den Star Force Trailern von Pro 7 Michael Bully Herbig, Stefan Raab, Stefan Gödde, Jan Sosniok oder Uri Geller.
Gärtner bildet Trainer im Functional Training aus, bildet in Workshops und Seminaren Kursleiter fort, und leitet Kurse in Fitnessstudios.

## Publizistik
Gärtner veröffentlicht wissenschaftliche Artikel in Fachzeitschriften und gibt Tipps rund um Sport, Bewegung und Ernährung in Sport- und Freizeitmagazinen. Er veröffentlichte die Fitnessbücher Muskel-Guide ohne Geräte (2014) und Functional Training (2015). 2017 erschien sein neues Buch Krieger Workout.
Auf seinem Youtube-Kanal postet Daniel Gärtner regelmäßig Trainingstipps, Workouts und Übungen. Im Jahr 2009 entwickelte er für das erste Deutsche Online-Fitnessstudio „Bodyboom“ verschiedene Trainingsprogramme.
2016 veröffentlichte Daniel Gärtner sein Fitnessprogramm Best Body mit über 30 Videos für das Training zu Hause.

## Sportliche Erfolge
- Mehrfacher Bayerischer und Deutscher Meister
- Weltmeister 1999, 2001 (IJAKF)
- World-Cup-Sieger 2000 (WAKO)
- Vize-Weltmeister 2003 (WAKO)
- Grand Champion Washington Open 2003
- 3. Platz Ocean State Nationals USA 2002
- Deutscher Meister 2006, 2007, 2008 (WAKO)
- Vize-Junioren-Weltmeister 1999 (IJAKF)
- Europa-Cup-Sieger 2003 (IPKL)
- 1. Platz Washington Open 2003
- World-Games-Sieger 2005, 2006, 2007